# Eldar

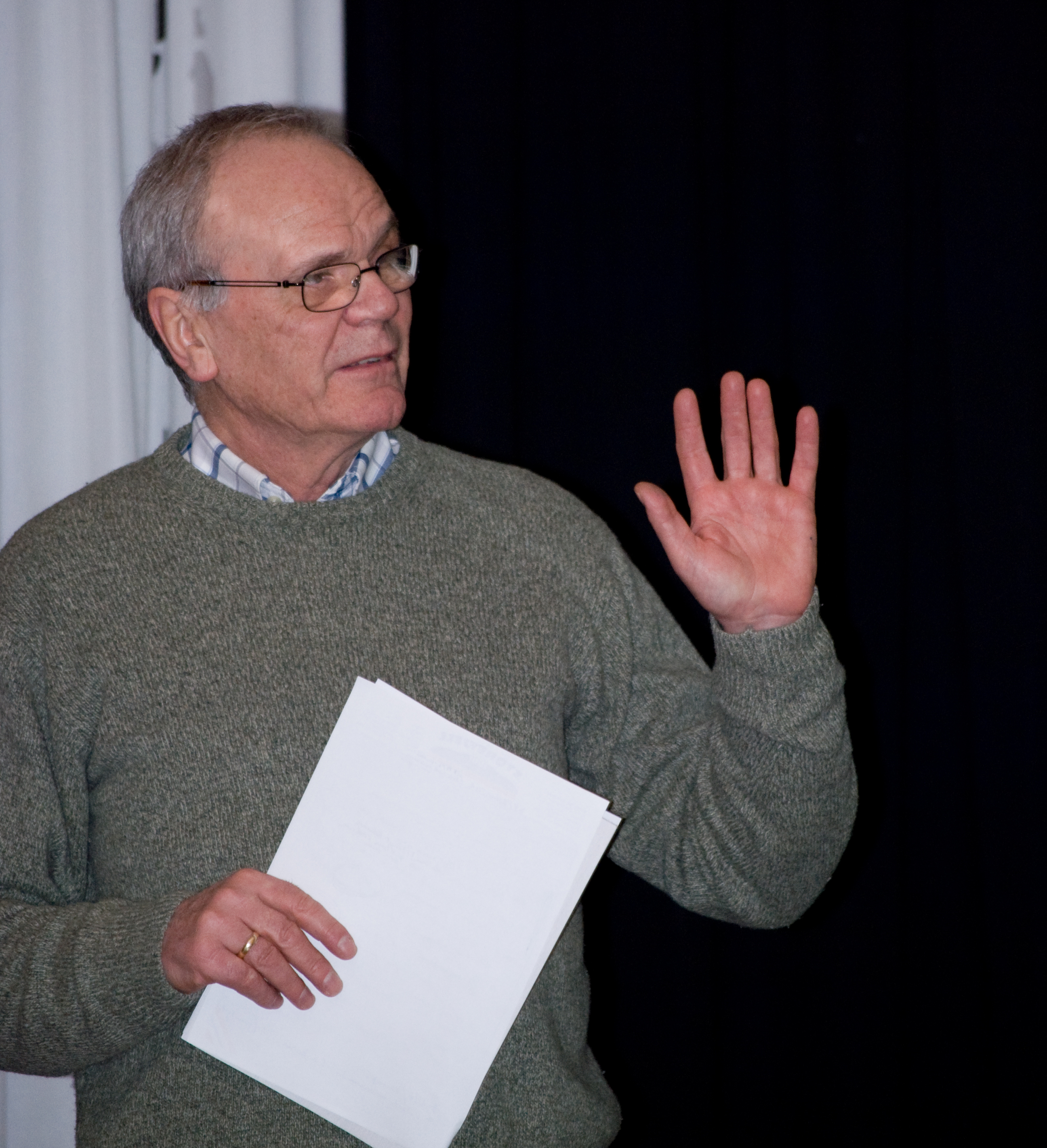
Eldar Hansen, 2010.

Eldar, (eld stridsman/krigare) är ett nordiskt mansnamn.
Eldar är även ett vanligt hebreiskt mansnamn med betydelsen Guds hus.
Det är också ett vanligt mansnamn bland tartarer och basjkirer.[källa behövs]
Det är troligen ifrån det nordiska namnet Eldar, som Tolkien fått sitt namn till alverna.[källa behövs]